# Oxyopes hemorrhous
Oxyopes hemorrhous är en spindelart som beskrevs av Cândido Firmino de Mello-Leitão 1929. 
Oxyopes hemorrhous ingår i släktet Oxyopes och familjen lospindlar. Inga underarter finns listade i Catalogue of Life.